# Naděžda Vladyková
Naděžda Vladyková, rozená Růžičková (13. září 1918 České Budějovice – 18. října 2015 České Budějovice), vnučka továrníka Dobroslava Zátky z Českých Budějovic, byla česká herečka, která hrála ve filmu hlavně v období druhé světové války.

## Život
V roce 1947 se provdala za Econ. Dr. Magnuse Z. Sigurdssona, který pocházel z Islandu, a odjela s ním do Reykjavíku. Vrátili se do Prahy, kde manžel působil od roku 1948 do roku 1954 jako islandský chargé d'affaires. Dcera Kristina se narodila v Praze, syn Patrick v Hamburku, kam se rodina odstěhovala v roce 1954. Později se přestěhovali na Island, kde žili do roku 1967. Podařilo se jim dostat povolení pro vystěhování Naděždiny matky Libuše a jejího druhého manžela Dr. Píchy z komunistického Československa. Matka a nevlastní otec jsou pohřbeni na Islandu. Od roku 1967 do roku 1992 žila v Bruselu. Po pádu komunismu se Naděžda vrátila do Čech a žila ve svých rodných Budějovicích.
V roce 1997 vydala Naděžda knihu: "Cesta vedla na Island", v níž popisuje život své matky, která už v roce 1924 jela na Island z lásky ke koním.

## Filmografie
- Lavina (1946) - Baruška
- Prosťáček (1945) - služka Barunka
- Řeka čaruje (1945) - Stázka
- Prstýnek (1944) - Sochorova první žena
- Šťastnou cestu (1943) - host u Zycha
- Muzikantská Liduška (1940) - venkovské děvče Mařenka
- Poslední Podskalák (1940) - Šimáková